# Marino Maranzana
Marino Maranzana (* 14. September 1950 in Triest) ist ein italienischer Regisseur und Drehbuchautor.
Maranzana, Sohn des Schauspielers Mario, war in erster Line für das Fernsehen tätig, für das er zahlreiche Kulturprogramme mit Beiträgen belieferte; daneben produzierte er für die RAI und unabhängige Auftraggeber zahlreiche Dokumentarfilme und Serienbeiträge. Einen abendfüllenden, im Fernsehen uraufgeführten Film, präsentierte er 1985 mit La malattia del vivere. In Sardinien und Sizilien unterrichtet Maranzana Regie und Drehbuch.

## Filmografie
- 1985: La malattia di vivere (Fernsehfilm)[3]